# Piero Capponi
Pour les articles homonymes, voir Capponi.
Piero Capponi (16 août 1446 - 25 septembre 1496), est un homme d'État et un condottiere italien du XVe siècle.

## Biographie
Il est initialement destiné à une carrière d'affaires. Laurent de Médicis qui apprécie l'adresse de Piero Capponi, l'envoie comme ambassadeur auprès de diverses cours, charge qu'il a rempli parfaitement.
À la mort de Laurent en 1492, le pouvoir  passé dans les mains moins capables de son fils Pierre II de Médicis, Capponi devient l'un des protagonistes de la fronde opposée aux Médicis qui deux ans après réussit à chasser Pierre II de Florence.
Capponi est nommé chef de la République florentine et se montre un homme d'État avisé, en particulier dans les négociations avec Charles VIII de France, qui avait envahi l'Italie en 1494, et qui l'avait reçu.
Lorsque les troupes françaises laissèrent la Toscane, Piero Capponi dirige l'armée de Florence pour dompter les suites des révoltes alimentées par les Pisans. 
Il est tué le 25 septembre 1496 pendant le siège du château de Soiana.

## Hommage
- Une statue le commémore dans l'une des niches du piazzale de la Galerie des Offices